# シークレット ウインドウ
『シークレット ウインドウ』（原題：Secret Window）は、2004年に公開されたアメリカ合衆国の映画。スティーヴン・キングの中篇小説『秘密の窓、秘密の庭』（『Four Past Midnight』に所収）を原作としている。

## あらすじ
売れっ子作家のモート・レイニー（ジョニー・デップ）は、妻との離婚問題が遠因でスランプに陥っていた。そんな彼の前に、「自分の作品を盗まれた」と盗作を告げる謎の男ジョン・シューターが現れる。盗作を世間に公表しろ、と執拗な嫌がらせを受けるうちに、モートは次第に憔悴していく。

## 登場人物
モート・レイニー
演 - ジョニー・デップ
売れっ子作家。エイミーとは別居中で現在は愛犬のチコと暮らしている。1994年に小説「シークレット ウインドウ」を発表したが現在はスランプに陥る。
ジョン・シューター
演 - ジョン・タトゥーロ
モートに盗作の疑いをかけた男。実はモートが空想で作り上げた架空の人物。
エイミー・レイニー
演 - マリア・ベロ
モートの別居中の妻。
テッド・ミルナー
演 - ティモシー・ハットン
エイミーの浮気相手。
ケン・カーシュ
演 - チャールズ・S・ダットン
モートの知人。探偵。モートから調査と用心棒を依頼される。しかし、何者かに惨殺される。
トム・グリンリーフ
演 - ジョン・ダン・ヒル
モートの知人。何者かに惨殺される。

## キャスト
| 役名                     | 俳優                     | 日本語吹替 |
| ------------------------ | ------------------------ | ---------- |
| モート・レイニー         | ジョニー・デップ         | 平田広明   |
| ジョン・シューター       | ジョン・タトゥーロ       | 大塚芳忠   |
| エイミー・レイニー       | マリア・ベロ             | 山像かおり |
| テッド・ミルナー         | ティモシー・ハットン     | 寺杣昌紀   |
| ケン・カーシュ           | チャールズ・S・ダットン  | 入江崇史   |
| デイブ・ニューサム保安官 | レン・キャリオー         | 石森達幸   |
| ガービー夫人             | ジョーン・ヘンニー       | 久保田民絵 |
| トム・グリンリーフ       | ジョン・ダン・ヒル       | 石住昭彦   |
| ウィッカーシャム消防署長 | ブラスター・ブラナ       | 石住昭彦   |
| ブラッドリー刑事         | マット・ホランド         | 津田英三   |
| フラン・エバンス         | ジリアン・フェラビー     | 田野恵     |
| ジュリエット・ストーカー | エリザベス・マーロー     | 中村千絵   |
| モーテルマネージャー     | リチャード・ジャットラス | 上田燿司   |

## スタッフ
- 監督: デヴィッド・コープ
- 脚本: デヴィッド・コープ
- 製作: ギャヴィン・ポローン
- 製作総指揮: エズラ・スワードロウ
- 原作: スティーヴン・キング『秘密の窓、秘密の庭』
- 撮影: フレッド・マーフィ
- 音楽: フィリップ・グラス、ジェフ・ザネリ

## 評価
レビュー・アグリゲーターのRotten Tomatoesでは162件のレビューで支持率は46%、平均点は5.50/10となった。Metacriticでは34件のレビューを基に加重平均値が46/100となった。

## 備考
- ジョニー・デップは、この作品からタート製のフレームをプライベートで愛用するようになっている[要出典]。
- ジョン・タトゥーロは、スティーブン・キングの大ファンである息子に説得されて出演を決めた[要出典]。